# Alcolea (Almería)
Alcolea es una localidad y municipio español situado en la parte suroccidental de la comarca de la Alpujarra Almeriense, en la provincia de Almería, comunidad autónoma de Andalucía. Limita con los municipios almerienses de Berja, Laujar de Andarax, Paterna del Río y Bayárcal, y con los municipios granadinos de Nevada, Ugíjar, Murtas y Turón. Por su término discurre el río Grande de Adra.
El municipio alcoleano comprende los núcleos de población de Alcolea —capital municipal—, Darrícal y Lucainena.
Los orígenes de la localidad se remontan a la época musulmana donde se llamó Alcolaya y fue una población de carácter militar que contaba con cinco barrios con sus correspondientes mezquitas y rábitas, aunque algunos historiadores sitúan sus orígenes en la época romana debido a su sistema de regadío y al hallazgo de piezas arqueológicas de la época.
De su conjunto monumental destaca la Iglesia de San Sebastián, la Ermita de San Sebastián y San Ildefonso, la Iglesia Parroquial del Santo Ángel situada en Darrícal y la Iglesia de Santo Cristo del Consuelo y la Virgen María situada en Lucainena además de diversos restos arqueológicos como los restos del Castillo Viejo, los de La Torrecilla en Darrícal o la Fortaleza de Escarientes (antiguo castillo medieval).
La actividad económica del municipio está basada principalmente en el cultivo de olivos y almendros y en la producción de aceite de oliva.

## Toponimia

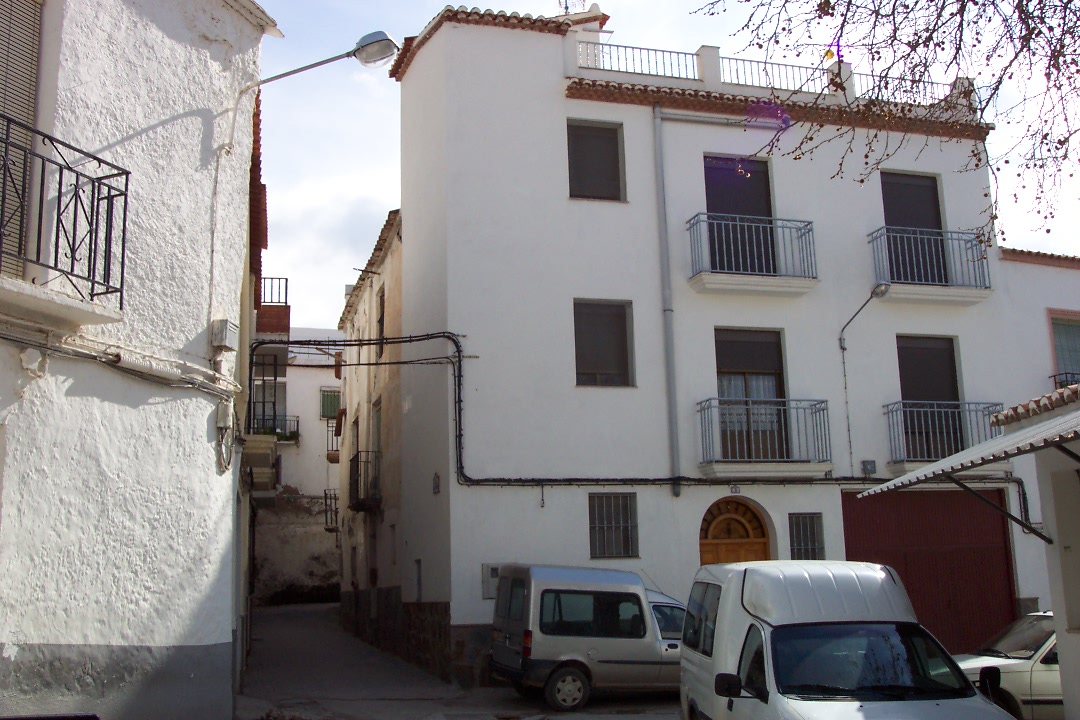
Detalle de la Placilla y de la calle Mesón.

El nombre de alcolea procede del árabe y significa pequeño castillo o castillejo, y podría deberse a una torre de defensa que en su momento debió presidir la localidad y de la que en la actualidad sólo quedan vestigios. La localidad aparece documentada durante la época musulmana con el nombre de Alcolaya.
Su gentilicio es alcoleano y alcoleana aplicable al masculino y femenino respectivamente.

## Geografía física

### Localización

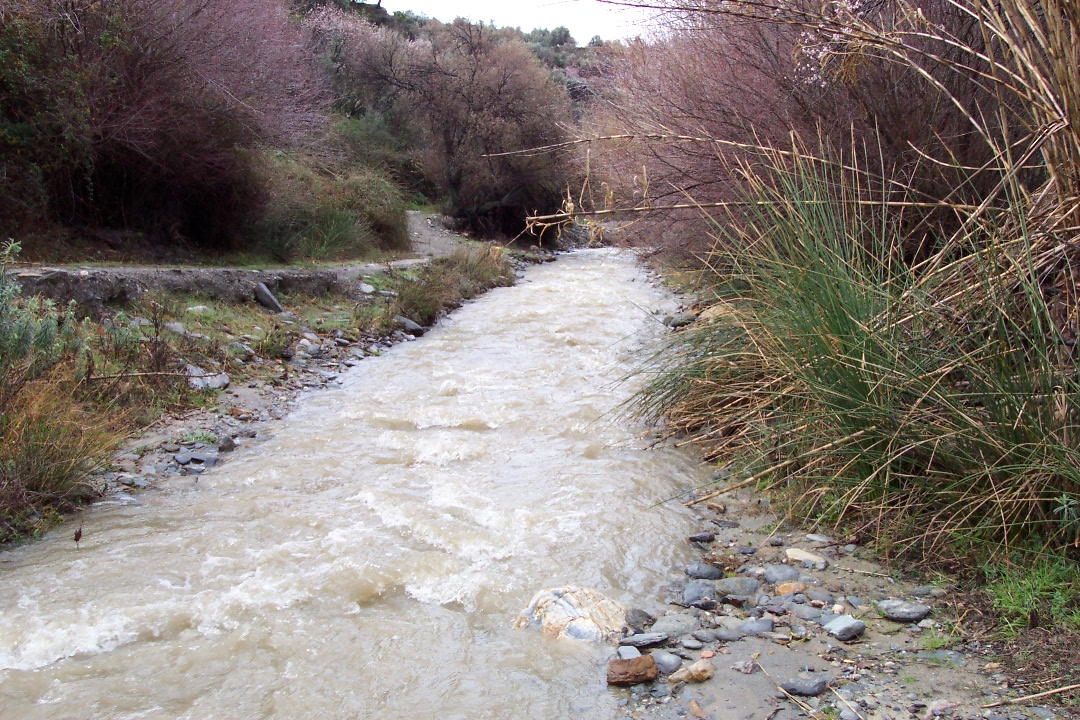
El río Alcolea.

| Noroeste: Nevada (Granada)       | Norte: Bayárcal y Paterna del Río | Noreste: Paterna del Río y Laujar de Andarax |
| Oeste: Murtas y Ugíjar (Granada) |                                   | Este: Laujar de Andarax                      |
| Suroeste Turón (Granada)         | Sur: Berja                        | Sureste: Berja                               |

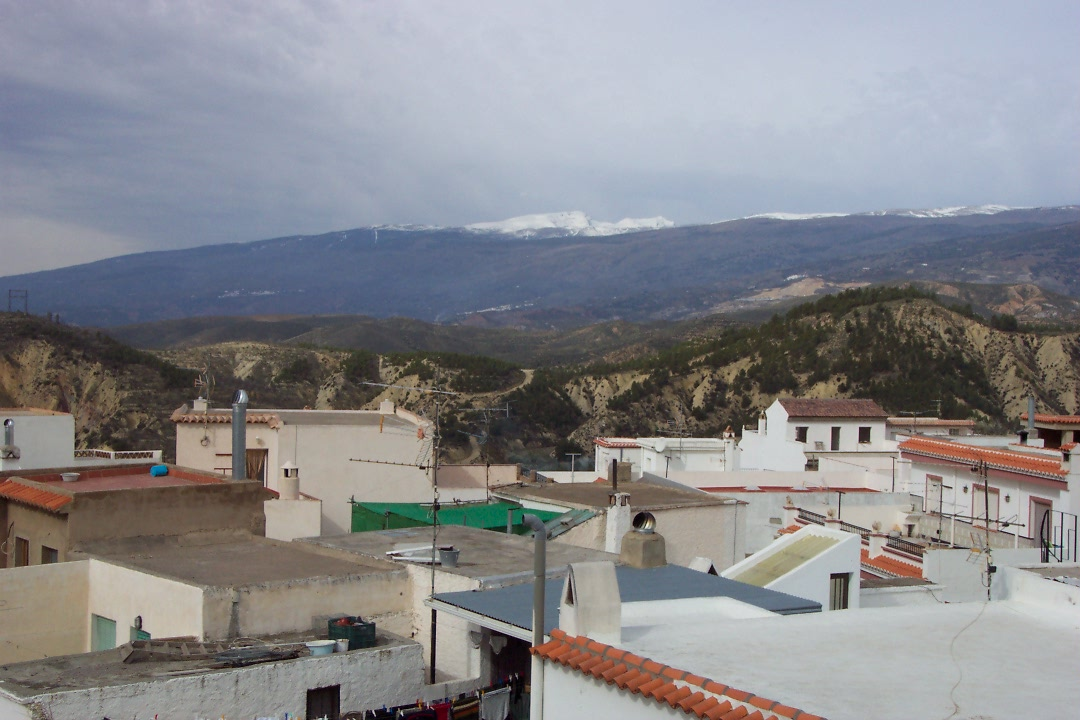
Sierra Nevada al fondo de Alcolea.

La localidad de Alcolea está situada en la parte occidental de la provincia de Almería, dentro de la Alpujarra Almeriense, la Alta Alpujarra. Su término municipal tiene una superficie de 67 km² y limita al norte con los municipios de Nevada en la provincia de Granada, Bayárcal y Paterna del Río; al este con el de Laujar de Andarax; al sur con los de Berja y Turón en la provincia de Granada; y al oeste con el de Ugíjar y Murtas ambos en la provincia de Granada.

### Relieve e hidrología
Alcolea está situada en los límites de Sierra Nevada y a orillas del río de su nombre, segundo afluente en importancia del Río Grande de Adra por su izquierda.

### Clima
El municipio se asienta en una zona de clima mediterráneo subcontiental. Este clima está condicionado por los relieves circundantes y la altitud y se caracterizado por tener inviernos fríos y veranos secos y calurosos.

### Riesgos naturales
El municipio de Alcolea todavía no cuenta con un PTEL que cumpla con la Ley 5/2010 sobre autonomía local.

## Historia

### Prehistoria y Edad Antigua
Aunque sus orígenes son inciertos, los vestigios más antiguos corresponden a la etapa neolítica localizados a principios del siglo XX en el paraje denominado "barranco de los caballos", correspondientes a restos de animales.
Por la localización de la población, en una zona angosta, con un río cercano y abundantes aguas subterráneas, es posible que ya en esas etapas existiese algún tipo de población, aunque lo más probable es que fuese nómada y se dedicase a la caza y a la recolección.
Es posible que en etapas posteriores fuese habitada de algún modo por íberos, dada la cercanía a poblaciones cercanas como la actual Berja, en la que se han localizado restos de la citada etapa, aunque sería una mera especulación afirmarlo.
Desde esa etapa del neolítico a la dominación árabe poco o nada conocemos.
La distribución de los canales de riego parece seguir un estilo romano, y la proximidad de la Vergi, actual Berja, podría corroborar esta probable etapa temporal, aunque pruebas fehacientes hasta el momento son inexistentes o nulas.

### Edad Media
La actual Alcolea podríamos remontarla al período del Al-Ándalus, al menos en su configuración, nomenclatura y localización. Su nombre procede del árabe y significa "pequeño castillo" o "castillejo", y podría deberse a una torre de defensa que en su momento debió presidir la ciudad y de la que en la actualidad sólo quedan vestigios.
Nombres como Inizar, Guarros, Jocanes, Tajaule, Benomar... testifican el paso de los musulmanes por aquellas tierras y la huella que dejaron durante casi 800 años. Su huella fue fundamentalmente agrícola cultivando olivos, árboles frutales, cereales, y mejorando el rendimiento de los regadíos e incentivando su desarrollo.

### Edad Moderna
Este territorio fue de los últimos en ser "reconquistado" por el Reino de Castilla y León, y el Reino de Aragón. Cayó a la par que el Reino de Granada y dependía directamente del rey Boabdil, último rey nazarí de Granada, puesto que al parecer la zona de Las Alpujarras era propiedad del mismo. Con la denominación de Alcolaya dependía de la Taha de Andarax, y estaba dividido en cinco barrios: Haulin, El Fondón, Harat Alheulo, Xocanes y Aben Omar. Durante casi 100 años, aunque se realizó repoblación con población cristiana, la base fue morisca; árabes convertidos al cristianismo que seguían manteniendo sus costumbres y religión en la intimidad, hasta 1567 fecha en la que se rebelaron y fueron expulsados del antiguo reino granadino. Con la nueva repoblación, hacia 1570-1580, la población cristiana ocupa los nuevos terrenos, construyen la iglesia, que es de 1586 con planta de cruz y una torre esbelta que destaca por su singularidad en la zona.

### Edad Contemporánea

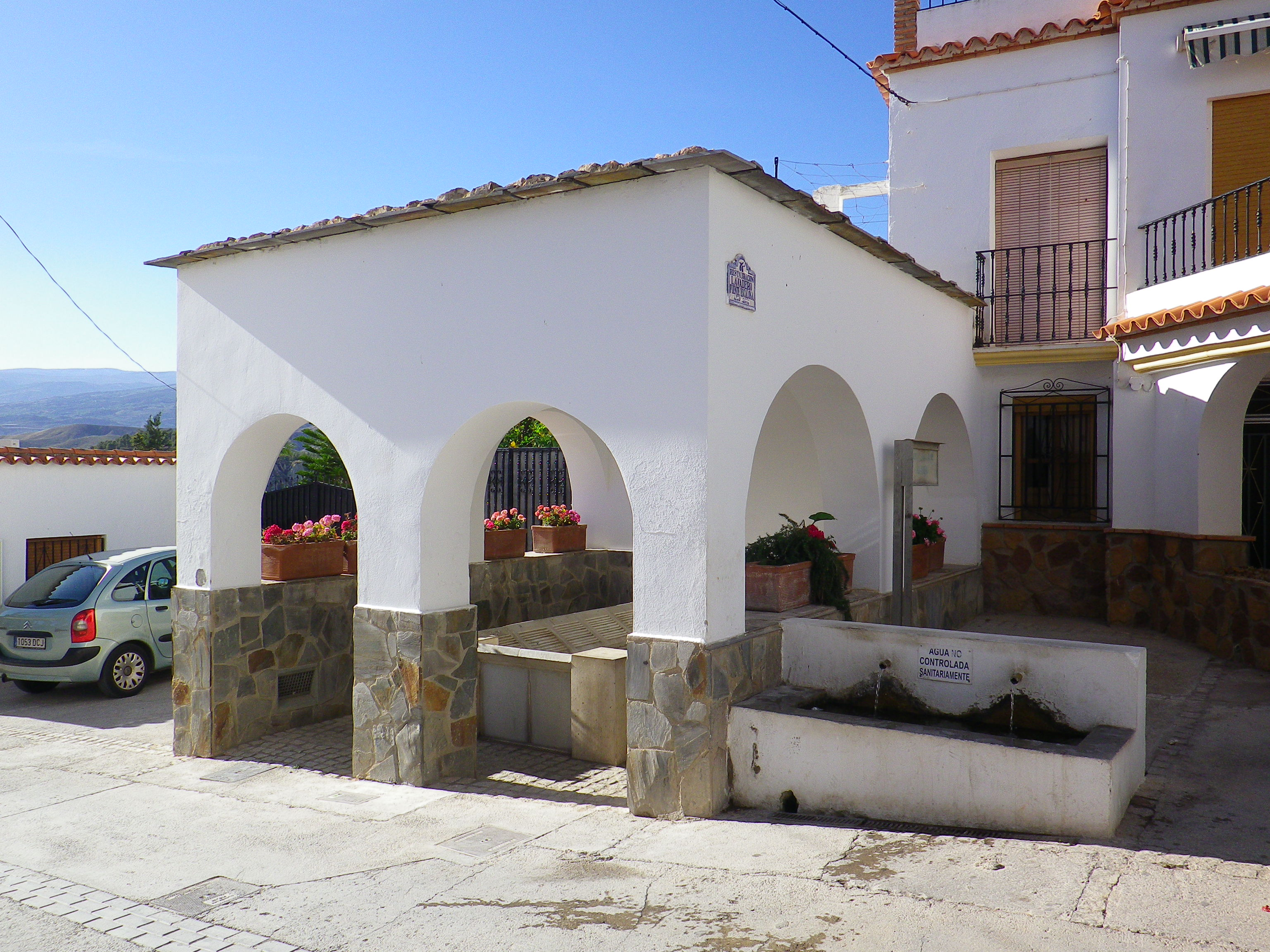
Lavadero

Los minifundios y la agricultura de subsistencia predominan en esta etapa de la Alcolea moderna, que finaliza con la Guerra de la Independencia, cuando un buen número de libros fue quemado por el ejército napoleónico, como así lo atestiguan los libros de bautismo, defunción y casamientos de la iglesia de Alcolea, 1808.
Durante el siglo XX la población de Alcolea también se vio envuelta en la Guerra Civil, permaneciendo en el bando republicano durante la misma, sufriendo el retablo de la iglesia el expolio del mismo, y la muerte de varios de sus vecinos tanto en la etapa republicana como posteriormente en la dictadura.
Tras la guerra, la etapa del racionamiento se vivió con especial crueldad en el pueblo donde sus agricultores, el 99 % de la población, pasaron hambre y penurias a pesar de cultivar sus tierras, ya que los cultivos les eran requisados sistemáticamente.
A principio de los años 60, una gran parte de la población joven emigra fundamentalmente a Cataluña, Madrid y Valencia, donde las perspectivas económicas generadas por la reindustralización incentivada por el estado, el turismo y el crecimiento poblacional, hacen vislumbrar nuevos horizontes de prosperidad económica, eso sí, en detrimento de la población que disminuyó en número de habitantes.
Con la llegada de la democracia, y dada la penuria económica en zonas agrícolas de Andalucía y Extremadura, se consiguen subvenciones económicas mediante el PER (Plan de Empleo Rural), que incluían subsidios de desempleo para los temporeros. Esto consigue frenar la despoblación que venía sufriendo la zona. Con la entrada en la Comunidad Económica Europea se potencian los subsidios a productos agrícolas lo que supone un auge económico en la zona, atrayendo incluso a emigrantes que en los años 60 se habían visto obligados a dejar su lugar de nacimiento. Desde 1986, gracias a los subsidios y a una agricultura más intensiva en algunas zonas de la población con invernaderos, como la cercana población de El Ejido, han fomentado un cierto auge económico, consiguiendo a su vez una marca registrada para el aceite que se produce en la población.
Desde finales del siglo XX y comienzos del XXI, se ha potenciado el turismo como nueva fuente de recursos económicos. La mejora de las comunicaciones con la nueva carretera que une la zona de la Alpujarra Almeriense y la capital, también ha fomentado ese auge del turismo. Muchos ciudadanos de Almería han fijado su segunda residencia en esta localidad, algunos originarios de la población, y otros atraídos por la tranquilidad, el aire puro y la situación privilegiada dominando con sus vistas Sierra Nevada.

## Geografía humana

### Organización territorial
Dentro del municipio se encuentran además de la capital, Alcolea, las localidades de Darrícal y Lucainena. Ambas formaron parte del municipio de Darrícal, que incorporó al de Alcolea en 1997.

### Demografía
Cuenta con una población de 829 habitantes (INE 2024).
| Gráfica de evolución demográfica de Alcolea entre 1842 y 2021 |
| |
| Población de derecho según los censos de población del INE. Población de hecho según los censos de población del INE.En 1997 crece el término del municipio porque incorpora a Darrical. |

### Distribución de la población
El municipio se divide en las siguientes entidades de población, según el nomenclátor de población publicado por el INE (Instituto Nacional de Estadística). Los datos de población se refieren a 2014
| Entidad de Población | Población (2014) |
| -------------------- | ---------------- |
| Alcolea              | 734              |
| Darrícal             | 66               |
| Lucainena            | 61               |

### Comunicaciones

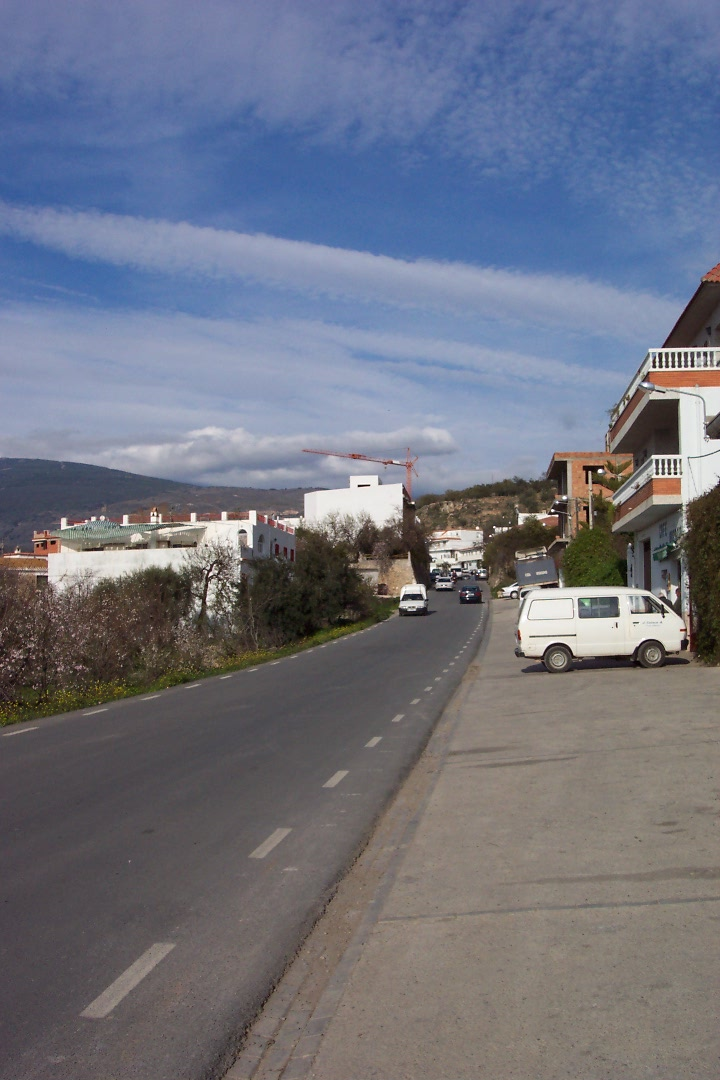
Carretera de entrada a Alcolea desde Almería.

#### Red viaria
Se accede a la localidad por la carretera A-348a antiguo tramo de la carretera A-348 (Almería-Lanjarón) que tras la construcción de la variante ha quedado sólo para el acceso a la localidad. Esta carretera tiene dos enlaces con la carretera A-348 y en uno de ellos se enlaza también con la carretera A-347 (Adra-Alcolea).
| Identificador | Denominación                                     | Itinerario                                          |
| ------------- | ------------------------------------------------ | --------------------------------------------------- |
| A-348         | Lanjarón-Almería                                 | Benahadux (N-340a)-Lanjarón (A-44)                  |
| A-348a        | Acceso a Alcolea                                 |                                                     |
| A-347         | Adra-Alcolea                                     | Alcolea (A-348)-Adra (A-7)                          |
| AL-6400       | De la A-348 a la A-1175 por Lucainena y Darrícal | A-348 (Alcolea)-Lucainena-Darrícal-A-1175 (Benínar) |

### Economía

#### Mercado de trabajo
En el municipio de Alcolea existían en 2010 un total de 437 contratos de los que 427 son temporales y 10 son indefinidos. Además, 25 de esos contratos son a personas extranjeras.
También en ese año se registran un total de 57 personas en situación de desempleo de las que 33 son hombres y 24 mujeres, y un total de 70 personas reciben el subsidio agrario.
En 2008 el paro registrado en personas extranjeras reidentes en el municipio fue de 2 personas.

#### Agricultura

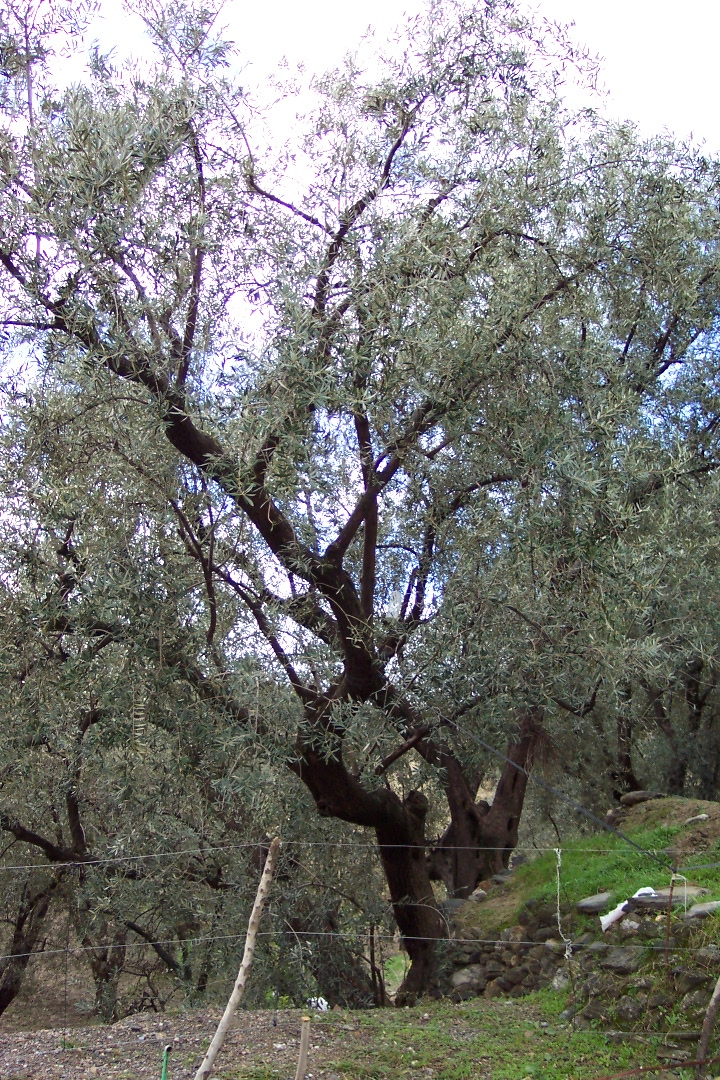
Olivos de Alcolea.

La principal actividad productiva es el cultivo de olivos y almendros, y la producción de aceite de oliva para lo que existen en la localidad varias almazaras.
| Cultivos herbáceos    | Superficie                            | 13 ha            |
| Cultivos herbáceos    | Principal cultivo herbáceo de regadío | Judía verde      |
| Cultivos herbáceos    | Superficie cultivada de judía verde   | 7                |
| Cultivos herbáceos    | Principal cultivo herbáceo de secano  | Cebada           |
| Cultivos herbáceos    | Superficie cultivada de cebada        | 2 ha             |
| Cultivos leñosos      | Superficie                            | 1090 ha          |
| Cultivos leñosos      | Principal cultivo leñoso de regadío   | Olivar de aceite |
| Cultivos leñosos      | Superficie de olivar de regadío       | 168 ha           |
| Cultivos leñosos      | Principal cultivo leñoso de secano    | Almendro         |
| Cultivos leñosos      | Superficie de almendro                | 189 ha           |
| Tractores registrados |                                       |                  |

#### Otros sectores

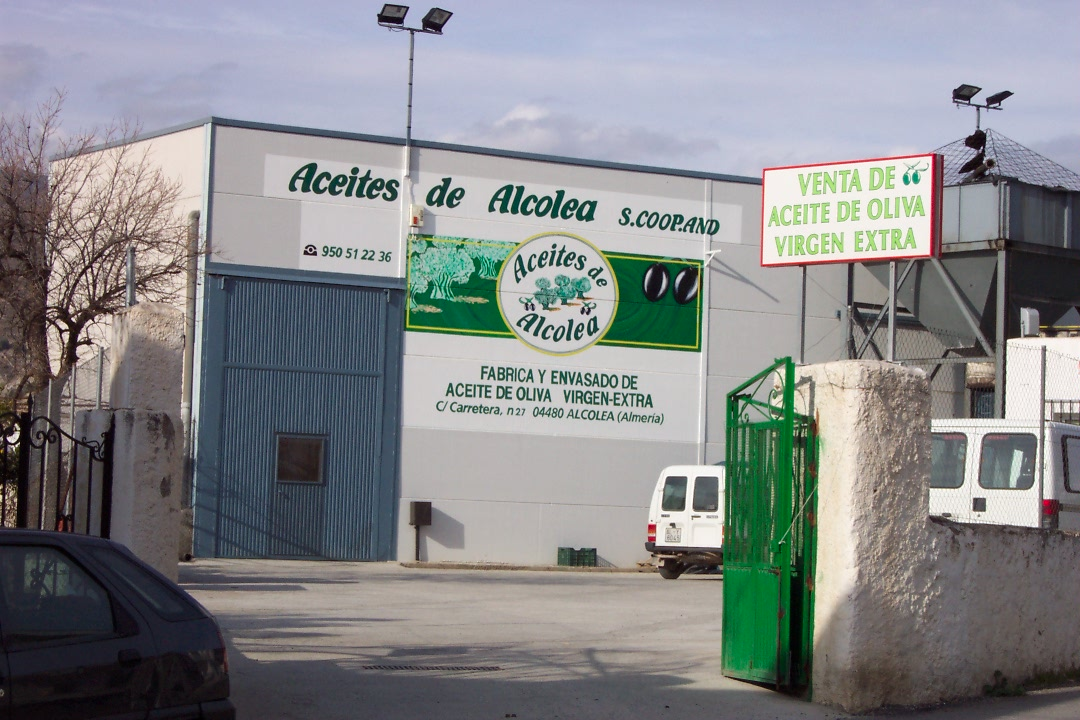
Una de las dos almazaras de Alcolea.

Además de la agricultura, también destaca como actividad económica el comercio, la construcción, la hostelería y la pequeña industria manufacturera. En la localidad había en el año 2010 un total de 39 empresas ubicadas. De ellas 2 tienen más de 20 trabajadores a su cargo, 2 tienen entre 6 y 19 trabajadores y 35 tienen menos de 5.
| Actividad                                         | N.º Establecimientos |
| ------------------------------------------------- | -------------------- |
| Comercio y Reparación                             | 11                   |
| Construcción                                      | 6                    |
| Hostelería                                        | 5                    |
| Industria manufacturera                           | 5                    |
| Actividades profesionales, científicas y técnicas | 3                    |

#### Evolución de la deuda viva
| Gráfica de evolución de Deuda viva del Ayuntamiento de Alcolea entre 2008 y 2019                               |
| |
| Deuda viva del Ayuntamiento de Alcoleaen miles de Euros según datos del Ministerio de Hacienda y Ad. Públicas. |

## Símbolos
El municipio tiene por símbolos una bandera, un escudo de armas, un anagrama y un eslogan. Todos ellos fueron aprobados el 11 de octubre de 2004 por el Ayuntamiento de Alcolea y fueron admitidos al Registro Andaluz de Símbolos de Entidades Locales el 13 de enero de 2005.

### Bandera
La bandera municipal de Alcolea tiene la siguiente descripción:

Paño de proporciones 2/3, dividido por una línea ondulada en dos partes: la superior roja con una torre amarilla aclarada de azul, situada en su centro; la inferior compuesta por cuatro franjas onduladas de igual anchura, blanca, verde, blanca y azul.

### Escudo
El escudo de armas de Alcolea tiene el siguiente blasón:

Medio partido y cortado: 1.º, de gules, una torre de oro, aclarada de azur; 2.º de plata, cuatro ondas de azur; 3.º, de azur, un olivo al natural, terrasado de lo mismo. Al timbre corona real cerrada.

## Administración y política

### Gobierno municipal
La administración política se realiza a través de un ayuntamiento de gestión democrática cuyos componentes se eligen cada cuatro años por sufragio universal desde las primeras elecciones municipales tras la reinstauración de la democracia en España, en 1979 según lo dispuesto en la Ley Orgánica del Régimen Electoral General, La corporación municipal está formada por 7 concejales y la sede del Ayuntamiento de Alcolea se ubica en la Plaza del Ayuntamiento, N.º 1 en la localidad de Alcolea.

#### Resultados elecciones municipales 2011
En las elecciones municipales de 2011 el Partido Socialista Obrero Español (PSOE) fue la lista más votada con el 54,83 % de los vatos válidos, logrando 4 concejales. En segundo lugar quedó Izquierda Unida (IU) con el 41,16 % y 3 concejales. También concurrió en los comicios sin obtener representación el Partido Popular (PP) que logró el 3,86 %.
|        | Partido político                         | 2019       | 2019   | 2015       | 2015   | 2011       | 2011   | 2007       | 2007   | 2003       | 2003   | 1999       | 1999   | 1995       | 1995   | 1991       | 1991   | 1987       | 1987   | 1983       | 1983   | 1979       | 1979 |
| Votos% | Partido político                         | Concejales | Votos% | Concejales | Votos% | Concejales | Votos% | Concejales | Votos% | Concejales | Votos% | Concejales | Votos% | Concejales | Votos% | Concejales | Votos% | Concejales | Votos% | Concejales | Votos% | Concejales |      |
|        | Partido Socialista Obrero Español (PSOE) | 29,83 %    | 2      | 40,88 %    | 3      | 54,83 %    | 4      | 40,69 %    | 3      | 27,51 %    | 2      | 19,26 %    | 1      | 21,28 %    | 1      | 67,19 %    | 5      | 49,81 %    | 4      | 69,57 %    | 5      | 26,70 %    | 2    |
|        | Izquierda Unida (IU)                     | 64,31 %    | 5      | 51,63 %    | 4      | 41,16 %    | 3      | 47,99 %    | 4      | 63,27 %    | 5      | 61,02 %    | 5      | 74,57 %    | 6      | 19,57 %    | 1      | -          | -      | -          | -      | -          | -    |
|        | Partido Popular (PP)                     | 5,86 %     | 0      | 7,49 %     | 0      | 3,86 %     | 0      | 6,11 %     | 0      | 7,26 %     | 0      | 3,70 %     | 0      | 4,15 %     | 0      | 13,24 %    | 1      | -          | -      | -          | -      | -          | -    |
|        | Partido de Almería (PdeAL)               | -          | -      | -          | -      | -          | -      | 3,43 %     | 0      | -          | -      | -          | -      | -          | -      | -          | -      | -          | -      | -          | -      | -          | -    |
|        | Partido Andalucista (PA)                 | -          | -      | -          | -      | -          | -      | 1,64 %     | 0      | 1,26 %     | 0      | 16,02 %    | 1      | -          | -      | -          | -      | -          | -      | -          | -      | -          | -    |
|        | Alianza Popular (AP)                     | -          | -      | -          | -      | -          | -      | -          | -      | -          | -      | -          | -      | -          | -      | -          | -      | 11,05 %    | 0      | 30,43 %    | 2      | -          | -    |
|        | Independiente de Alcolea (IA)            | -          | -      | -          | -      | -          | -      | -          | -      | -          | -      | -          | -      | -          | -      | -          | -      | 39,14 %    | 3      | -          | -      | -          | -    |
|        | Unión de Centro Democrático (UCD)        | -          | -      | -          | -      | -          | -      | -          | -      | -          | -      | -          | -      | -          | -      | -          | -      | -          | -      | -          | -      | 73,30 %    | 7    |

| Legislatura | Nombre del alcalde             | Partido político |
| ----------- | ------------------------------ | ---------------- |
| 1979-1983   | Gabriel Bernardo López Mellado | UCD              |
| 1983-1987   | José Antonio Martín García     | PSOE             |
| 1987-1991   | Antonio Hita López             | PSOE             |
| 1991-1995   | Antonio Hita López             | PSOE             |
| 1995-1999   | Fernando Utrilla Enríquez      | IU-LV-CA         |
| 1999-2003   | Fernando Utrilla Enríquez      | IU-LV-CA         |
| 2003-2007   | Fernando Utrilla Enríquez      | IU-LV-CA         |
| 2007-2011   | Fernando Utrilla Enríquez      | IU-LV-CA         |
| 2011-2015   | Cristóbal Baños Hita           | PSOE             |
| 2015-2019   | Antonio Ocaña Baños            | IU-LV-CA         |
| 2019-2023   | Antonio Ocaña Baños            | IU-LV-CA         |
| 2023-act.   | Antonio Ocaña Baños            | Partido Popular  |

## Servicios públicos

### Educación
El municipio cuenta con un Centro Público Rural, el CPR Alcolea-Fondón, que ofrece clases desde los 4 hasta los 12 años, debiendo los alumnos continuar su enseñanza obligatoria en el instituto de Laujar de Andarax.

### Sanidad
La localidad cuenta con un consultorio, dependiente del Hospital de Poniente-El Ejido, que da servicio de lunes a viernes.

## Cultura

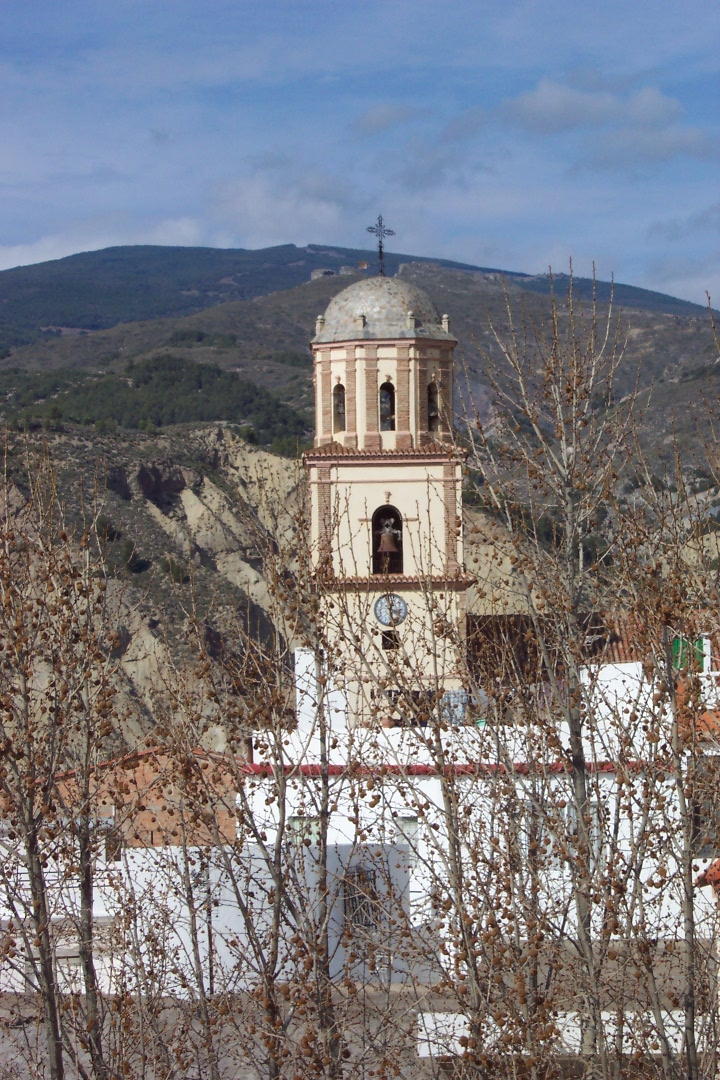
Torre de la iglesia de Alcolea,.

### Patrimonio

#### Restos arqueológicos
En la localidad de Alcolea se encuentran diversos restos arqueológicos de la Edad Media como los del Castillo Viejo, una antigua fortificación de origen emiral y los restos de un castillo conocido como la Fortaleza de Escarientes.
También en la localidad de Darrícal se encuentran los restos de La Torrecilla, una antigua fortificación musulmana.

#### Religioso
El la localidad de Alcolea destaca la Iglesia de San Sebastián, un edificio de estilo mudéjar construido en el siglo XVI aunque debido a los daños que sufrió durante la Rebelión de los Moriscos tuvo que ser reformada entre los siglos XVII y XVIII. También en las inmediaciones de esta localidad se encuentra la Ermita de San Sebastián y San Ildelfonso de estilo mudéjar de principios del siglo XVII donde destacan los frescos en los que se representan los doce apóstoles. La advocación es a Santa Rosa de Viterbo, patrona de Alcolea aunque antiguamente fue a la Virgen del Mar.
Del resto de localidades del municipio, destaca la iglesia de Darrícal, del siglo XVII y la de Lucainena, del siglo XVIII.

### Eventos culturales
En el año 2014 tuvo lugar la celebración del XXXIII Festival de Música tradicional de la Alpujarra, fue dedicado al Centro UNESCO de Andalucía, valorando el trabajo de esta asociación por la conservación del paisaje, cultura y tradiciones alpujarreñas y por el apoyo prestado a la candidatura de la Alpujarra como Patrimonio de la Humanidad.
El municipio acogió un concierto de la banda de rock español Medina Azahara el día 8 de agosto del año 2014.

### Patrimonio cultural inmaterial
Sus fiestas patronales son el 4 de septiembre en honor a Santa Rosa de Viterbo, patrona del municipio; en las citadas fechas se celebra la fiesta mayor de la población. Y el 20 de enero tiene lugar las fiestas en honor a San Sebastián, patrono de la población.

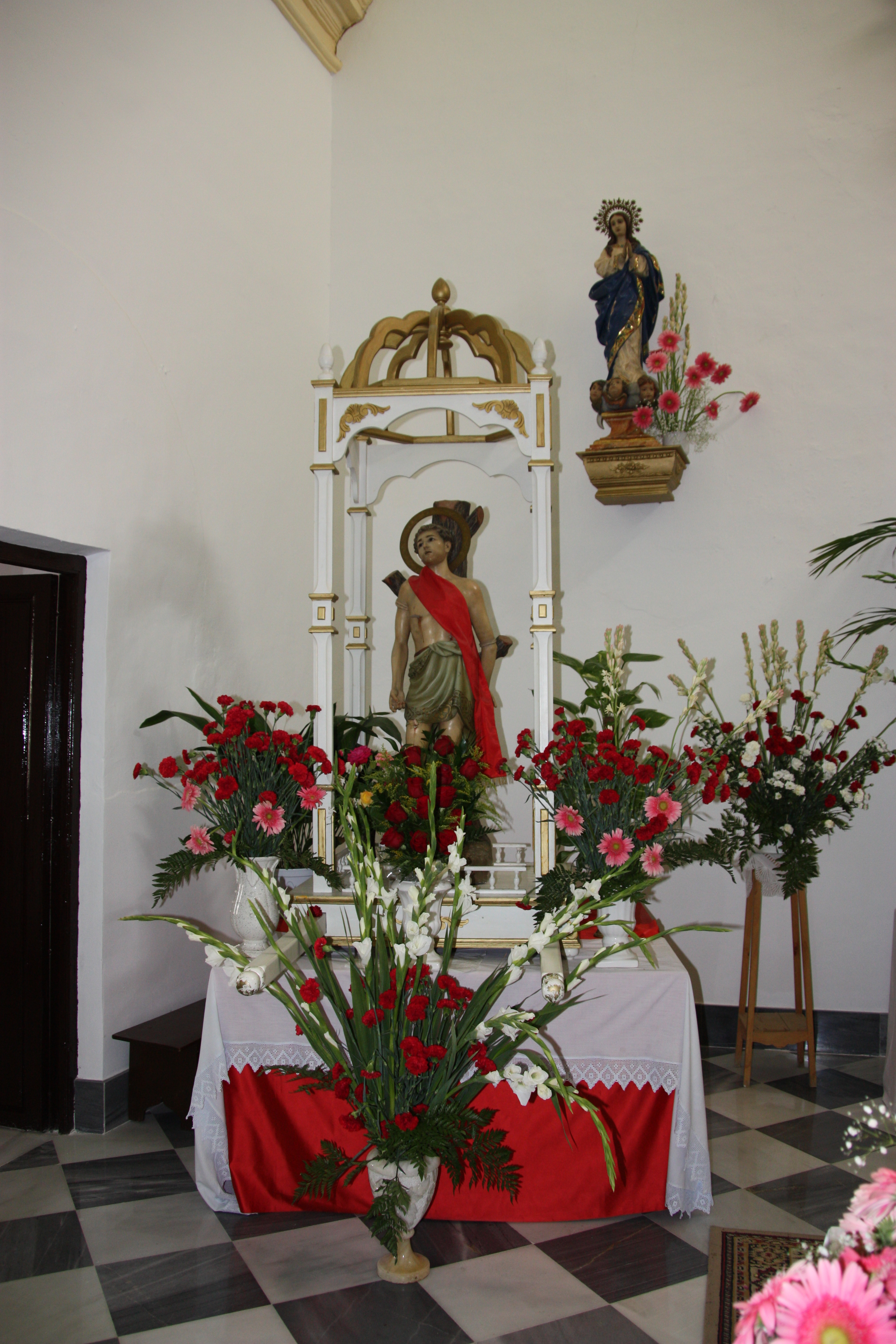
San Sebastián, patrón de Alcolea

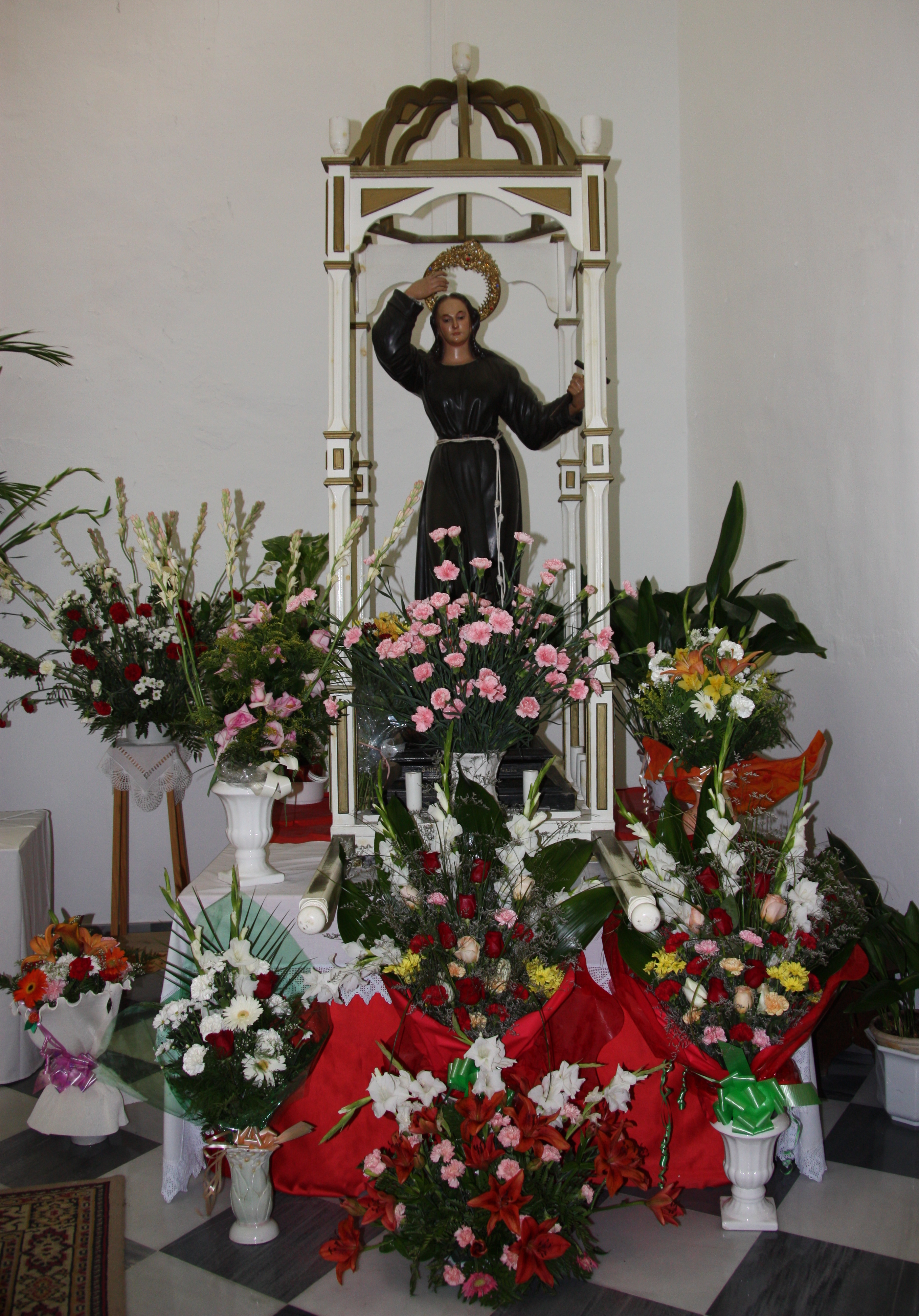
Santa Rosa de Viterbo patrona de Alcolea

### Gastronomía
Sus platos típicos más importantes son las migas, gachas, choto al ajillo y en repostería hemos de destacar las famosas hojuelas.